# سوباشی (هوپا)
سوباشی (به لاتین: Subaşı) یک منطقهٔ مسکونی در ترکیه است که در هوپا واقع شده‌است. سوباشی ۲۹۸ نفر جمعیت دارد.